# Helpringham
Helpringham è un villaggio e parrocchia civile dell'Inghilterra, appartenente alla contea del Lincolnshire.